# Afogamento simulado

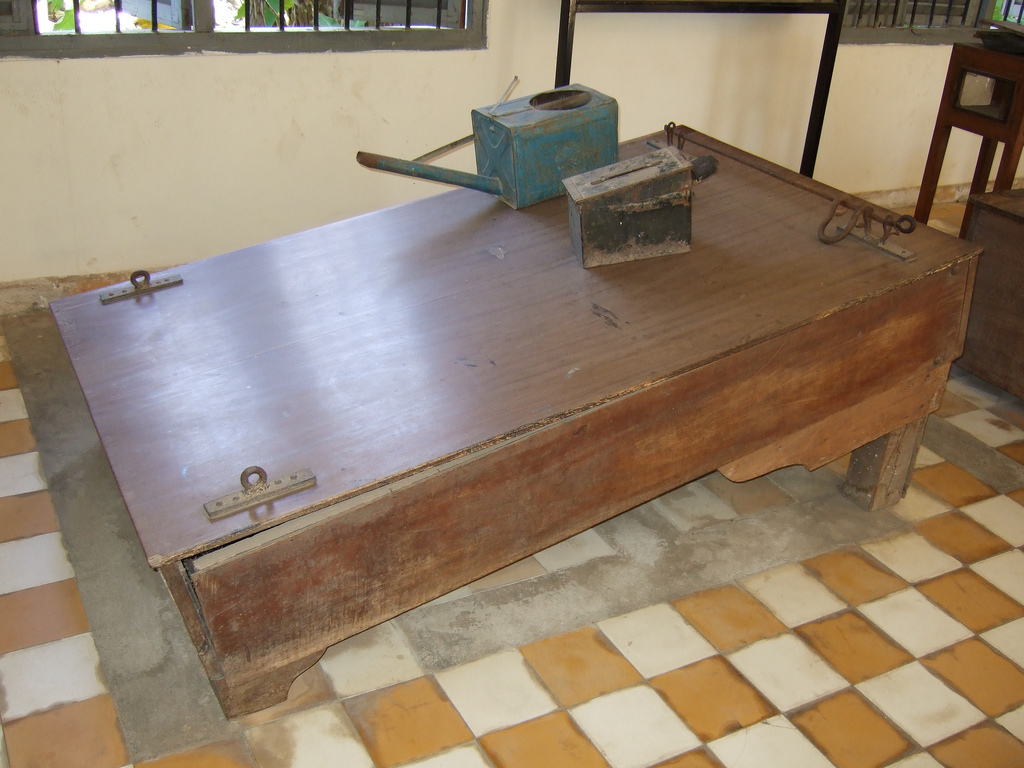
Aparelho de afogamento simulado em exibição no Museu do Genocídio Tuol Sleng, em Phnom Penh. Os pés eram amarrados à direita, as mãos à esquerda, e o regador azul despejava água no rosto do torturado.

O afogamento simulado  (waterboarding) é uma forma de tortura na qual a pessoa é deitada de costas e imobilizada, com a cabeça inclinada para trás (a chamada "posição de Trendelenburg"), e água é lançada sobre a face e para dentro das vias respiratórias. Por meio do sufocamento forçado e da inspiração de água, o torturado passa pelo processo de afogamento e é levado a acreditar que a sua morte é iminente.
Diferentemente da prática de apenas submergir em água o rosto do torturado pela frente, o afogamento simulado provoca, quase de imediato, o reflexo faríngeo. Embora nem sempre provoque danos físicos duradouros, o afogamento simulado inclui o risco de dor intensa, danos aos pulmões, dano cerebral causado pela falta de oxigênio, ferimentos (inclusive fraturas ósseas) causados quando o torturado se debate contra as amarras, e até mesmo a morte. Os efeitos psicológicos podem perdurar por anos após o procedimento.

## Exemplos históricos
A técnica do afogamento simulado  é considerada tortura por uma variada gama de autoridades, inclusive juristas, políticos, veteranos de guerra, agentes de serviços de informações, juízes militares e organizações de direitos humanos.. 
O waterboarding tem sido utilizado em diversos lugares e em vários pontos da história, incluindo as diversas Inquisições, pelos militares dos Estados Unidos durante a Guerra Filipina-Americana, pelas forças da ordem americanas, pelos oficiais japoneses durante a Segunda Guerra Mundial, pelos franceses durante a Guerra da Argélia, pelos EUA durante a Guerra do Vietname (apesar da proibição da prática pelos generais americanos), pelo regime de Pinochet no Chile, pelos Khmers Vermelhos no Camboja, pelo Exército Britânico na Irlanda do Norte, e pela polícia sul-africana durante a era do Apartheid. Na sequência da Segunda Guerra Mundial, os EUA executaram criminosos de guerra japoneses condenados, entre outros crimes, por "waterboarding" a prisioneiros de guerra americanos. 
Em 2007, causaram escândalo nos Estados Unidos as notícias veiculadas pela imprensa segundo as quais o Departamento de Justiça dos Estados Unidos havia autorizado a prática do waterboarding, e que a Agência Central de Inteligência (CIA) havia submetido a afogamento simulado prisioneiros extrajudiciais. A CIA admitiu haver sujeitado, ao procedimento, Khalid Sheikh Mohammed, Abu Zubaydah e Abd al-Rahim al-Nashiri, suspeitos da Al-Qaeda.
No Brasil, durante o regime militar, a prática foi usada na tortura de presos políticos pelas autoridades. Na América Latina, também é conhecida como "submarino". O sistema já foi usado pelo Estado Islâmico do Iraque e do Levante como método de tortura. Durante a Segunda Guerra Mundial, o Império do Japão usou este método e foi condenado também por isso no Tribunal Militar Internacional para o Extremo Oriente.